# Maria Incoronata

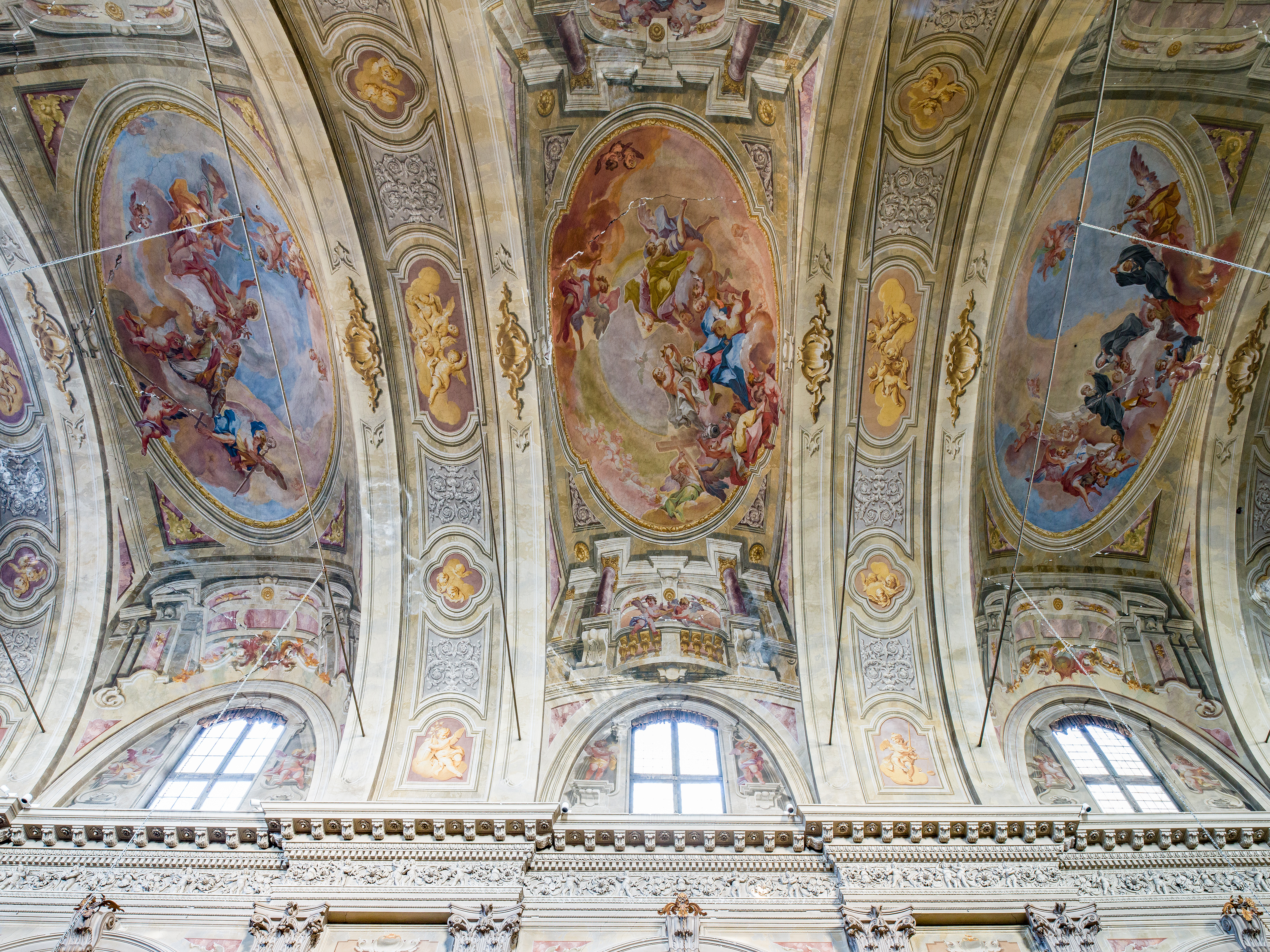
Affresco dell'incoronazione nella Chiesa di Sant'Afra a Brescia.

Incoronata è un titolo mariano.

## Storia
Una delle più famose immagini di Maria Incoronata è quella venerata nella Loggia dell'Incoronata a Palermo, cappella eretta nel 1175 e danneggiata dai mille di Garibaldi nel 1860.
Altre importanti chiese dedicate a Maria Incoronata sono quelle di Lodi e la basilica dell'Incoronata Madre del Buon Consiglio.
Portano il titolo di Madonna Incoronata anche quelle venerate nei santuari di Foggia e di Monte Tranquillo, presso Pescasseroli.

## Incoronazione di una immagine della Madonna
La consuetudine d'incoronare la sacra immagine della Vergine si diffonde in Italia alla fine del XVI secolo per opera del frate forlivese Girolamo Paolucci de' Calboli (1552-1620). L'oro e l'argento che compongono la corona sono il frutto di lasciti e donazioni, che vengono raccolte durante un ciclo di predicazione e di penitenza. L'incoronazione avviene durante una cerimonia pubblica, cui segue il rito liturgico. 
La consuetudine prese piede velocemente. Nel 1636 Alessandro Sforza Pallavicini, conte di Borgonovo, nel piacentino, dispose nel suo testamento un lascito per le future incoronazioni delle immagini più celebri della Vergine. La donazione fu destinata al Capitolo di San Pietro, in Vaticano, che successivamente fissò la seguente regola: una Sacra immagine poteva essere incoronata se venivano confermate tre circostanze: l'antichità, la venerazione e il carattere miracoloso dell'immagine. Il Capitolo inoltre approvò il Rito per l'incoronazione dell'immagine della beata Vergine Maria.
Da allora si sono succedute diverse incoronazioni, in tutta Italia. Il periodo in cui si sono avute più incoronazioni sono stati gli anni 1939-1945 e gli anni mariani 1954 e 1987-1988.